# Duncan Campbell (artiste)
Pour les articles homonymes, voir Duncan Campbell et Campbell.
Duncan Campbell (né en 1972) est un artiste vidéaste vivant à Glasgow. En 2014, il a remporté le Prix Turner.

## Repères biographiques
Duncan Campbell est né à Dublin. Il a étudié à l'Université d'Ulster et à l'École d'Art de Glasgow où il a été diplômé en 1998. Son père, Paddy Campbell, un homme d'affaires devenu sculpteur, a créé une société de traiteur-restaurateur qui fut achetée par Aramark pour 64.5 millions d'euros.

## Carrière
En 2008, il remporte le Prix Artistique Bâloise Group . En 2013, Duncan Campbell est l'un des trois artistes choisis pour représenter l'Écosse à la Biennale de Venise. 
En 2014, il remporte le Prix Turner pour sa vidéo "It for Others", une œuvre incluant une séquence de danse inspirée par Karl Marx 

## Œuvres

### It for others
Lors de la première approche, on peut constater que le film est réparti en quatre chapitres distincts. Le premier est un discours historique traitant du manque de considération pour l’art africain. Le second est une performance mettant en avant la mesure de la valeur et les moyens de circulation des produits. Le troisième relate une réflexion sur la manière dont les objets peuvent être sociaux. Le quatrième est un échange photographique sur l’interprétation matérialiste de l’âme et les mécanismes de la pensée associative. L’œuvre se ferme sur un questionnement de ce qu’est l’art, son fonctionnement et la circulation de ses œuvres. 

#### Chapitre 3
Un fond blanc laisse apparaitre plusieurs objets du quotidien. Une voix off semble expliquer le processus de réflexion autour de ce qui est montré. Les explications sont classées par ordre chronologique en fonction des jours qui se succèdent, à la manière d’un journal intime. Le chapitre trois prolonge les deux précédents dans la pensée et l’intention mais il parait plus franc et direct dans les images qu’il transmet. 
Les deux éléments auxquels nous pouvons rattacher ce chapitre sont le fétichisme de la marchandise et la pensée associative qui apparaissent dans l’œuvre de Karl Marx « Le Capital ».
Nous oublions que notre rapport à la marchandise est d’ordre social, il est le fruit de l’exploitation dans une société marchande. Nous la considérons comme une chose naturelle et prenons son apparence matérielle rattachée à sa forme pour sa réalité profonde rattachée à son fond. Les images d’objets animés et humanisés font ressortir cette confusion entre fond et forme. Elles mettent en avant cette sociabilité qui renforce progressivement l’individualisme moderne du consommateur salarié.
En constatant les périodes précapitalistes, je relève certaines différences dans les rapports entre humains et objets. Les objets pouvaient être de l’ordre du symboles et du prolongement du statut social d’une personne, mais ils ne prédéterminaient pas ce qu’ils étaient aux yeux des autres comme c’est le cas aujourd’hui. Par exemple, au Moyen Âge on s’habillait en fonction de son statut social et on s’en tenait à ça. Aujourd’hui on croit être l’égal d’un autre en cherchant la similarité par l’objet.
Les objets-marchandises se substituent à nos relations humaines. Ils nous affectent, paraissent luxurieux, nous apportent une reconnaissance sociale et comblent nos pulsion. Ils nous parlent, nous consolent et nous donnent une personnalité. La consolation affective par la transcendance religieuse a été abandonnée pour l’essentiel de la marchandise elle-même. La marchandise ne vaut que pour le statut que le consommateur veut bien lui accorder.
La nature du système exploitant est masquée par la transformation de la force de travail en marchandise. Une fois le travailleur aliéné, exploité et forcé d’obéir aux ordres, il n’a plus aucun pouvoir de quelque forme que ce soit sur ce qu’il a produit. Les travailleurs ont donc un sentiment de dépendance vis-à-vis du marché, sur lequel ils n’ont aucun contrôle.
La modernité est caractérisée par l’omniprésence de la marchandise dans le quotidien. En comparaison, les sociétés antérieures étaient dominées par le travail concret produisant de la valeur d’usage plutôt que par le travail abstrait produisant de la valeur d’échange. Ainsi, le manifeste communiste de 1848, commente le système et l’arrivée au pouvoir de la bourgeoisie : « La bourgeoisie n’a laissé subsister d’autre lien entre l’homme et l’homme que l’intérêt tout nu, le dur ‘paiement comptant’ (…) Elle a dissout la dignité personnelle dans la valeur d’échange et substitué aux innombrables libertés reconnues par lettres patentes et chèrement acquises, la seule liberté sans scrupule du commerce. En un mot, elle a substitué à l’exploitation que voilaient les illusions religieuses et politiques l’exploitation ouverte, cynique, directe et toute crue (…) Elle a transformé le médecin, le juriste, le prêtre, le poète, l’homme de science, en salariés à ses gages. »
« L’extension du machinisme et la division du travail ont fait perdre au travail des prolétaires tout caractère indépendant et, par suite, tout attrait pour l’ouvrier. Celui-ci n’est plus qu’un accessoire de la machine et l’on n’exige de lui que le geste le plus simple, le plus monotone, le plus facile à apprendre. (… Les ouvriers) sont chaque jour et chaque heure asservis par la machine, par le surveillant, et avant tout par le fabricant bourgeois individuel lui-même. Ce despotisme est d’autant plus mesquin, odieux, exaspérant qu’il proclame plus ouvertement le profit comme sa fin ultime. »
Les images d’archives qui montrent des marchandises humanisées mettent en avant une des solutions capitalistes pour sociabiliser ses marchandises, par la publicité.
La publicité illustre un style de vie par la marchandise qui stimule le besoin d’acquisition du consommateur. Elle facilite la réalisation de profit par les producteurs sur une marchandise surproduite et concurrencée à l’extrème. Elle façonne également une réalité sociale trompeuse et idéologique. Le travailleur-consommateur se retrouve également aliéné durant son temps libre par la publicité de consommation. C’est paradoxalement qu’un travailleur aliéné vend sa force de travail pour consommer celle d’un autre travailleur aliéné.
L’exhibitionnisme joue un rôle important dans l’appropriation et la consommation de la marchandise. La consommation doit être le symbole d’une réussite individuelle et démarquer le consommateur d’une masse en concurrence. En plus d’être aliéné en tant que marchandise, l’être humain se retrouve dépendant d’autres marchandises pour satisfaire ce qu’il croit être ses désirs.
Il est intéressant de noter que lorsqu’un être humain est dans l’incapacité de combler son désir de consommation créée par la publicité, il ne se remet pas en question sur ses aspirations authentiques. Par ailleurs, il emploiera tous les moyens, qu’ils soient bons ou mauvais, pour combler se désir et atteindre le style de vie vanté par la publicité.
L’efficacité de cet outil redoutable vient du fait qu’il propose une solution à certaines frustrations qu’il crée lui-même. En effet, des frustrations découlent de l’isolement. Par exemple : la marchandisation de l’affectif et du sexuel cherche à combler la frustration affective du consommateur. La publicité se sert des caractéristiques humanistes qui nous animent comme l’empathie, la sympathie, la solidarité et la coopération pour nous convaincre.
Le consommateur est donc socialement conditionné par la publicité et la consommation. J’ai l’impression que les sociétés occidentales ont remplacé la religion par cet outil pour entretenir leur sociabilité.
« Autrefois, aux USA, la femme d’un ouvrier avait toujours un plat chaud pour son mari. Aujourd’hui, une organisation caritative ne le laissera jamais mourir de faim. Ce rôle négatif à la même origine qui ralentit l’avancée du développement social... Un grand danger : ne pas succomber au déficit de moyens par excès de simplification. »
Une des conséquences de la révolution a été de conforter la place de la femme dans la vie privée. Ainsi, elles ne s’individualisent pas en participant à la société civile. Le seul moyen d’être reconnue individuellement, c’était de devenir l’initiatrice sexuelle et sociale de jeunes hommes ambitieux. La femme va être chosifiée et diabolisée par l’homme, la société et par la femme elle-même ensuite.
La société capitaliste, sous l’impulsion d’une oppression patriarcale, va reprendre et transformer certaines propriétés attribuées aux femmes par misogynie. La femme se retrouve donc aliénée en tant qu’animal. Marx dit que dans ce monde aliéné, l’homme et plus précisément l’ouvrier du XIXe siècle, est devenu un homme dans sa bestialité (manger, déféquer…) et une bête dans son humanité (penser, créer, travailler). De cette manière, le manifeste communiste de 1848 répond au reproche fait au socialisme qui veut introduire la communauté des femmes : « Le bourgeois ne voit dans sa femme qu’un instrument de production. Il entend dire que les instruments de production seront exploités en commun et ne peut naturellement imaginer pour les femmes d’autre sort que d’être également mises en commun. Il ne soupçonne pas qu’il s’agit précisément de supprimer la condition de simples instruments de production qui est celle des femmes. »